# Панду
Панду — персонаж Магабгарати, син Амбаліки та ведичного ріші В'яси, батько Пандавів.

## Народження
Після смерті Вічітравір'ї його мати Сатьяваті послала за своїм першонародженим, В'ясою. За бажанням матері він відвідав обох дружин Вічітравір'ї і подарував їм синів. Сатьяваті звеліла Амбаліці не заплющувати очі, щоб не виносити сліпого сина як Амбіка. Вона не заплющувала очі, але зблідла, побачивши неймовірну постать мудреця. Тому Панду народився блідим.

## Життя
Панду був чудовим лучником. Він отримав у спадок царство й був коронований імператором Хастінапуру. Згодом він завоював краї Дасарнів, Каші, Анґа, Ванґа, Калінґа, Махадха тощо, таким чином підкорив собі усіх правителів і розширив імперію.
Панду одружився з Мадрі, донькою правителя Мадри, та Кунті, донькою правителя Кунтібходжа з Врішні. Полюючи в хащах, він не розгледів з далекої відстані за деревами мудреця Кіндаму з дружиною, прийнявши їх за оленів, і вистрілив у них із лука. Стріла вразила подружню пару. Помираючи, мудрець, прокляв Панду за вбивство під час акту кохання — він помре, як лише наблизиться до жінки з любовним наміром. Намагаючись спокутувати свої дії, Панду відмовився від царства й жив аскетом зі своїми дружинами.
На той час у нього не було дітей, і він залишив царство старшому брату, сліпому Дгрітраштрі, коронувавши його правителем Гастінапуру.
Коли Панду поскаржився Кунті на те, що помре бездітним, Кунті скористалася даром мудреця Дурваси й народила йому трьох синів: Юдхіштіру від Дхарми, Бхіму від Ваю і Арджуну від Індри. Крім того Кунті народила Карну від Сур'ї, про якого не знав Панду. Вона також поділилася дарами з Мадрі, яка народила близнюків Накулу й Сагадеву.

## Смерть
Панду страждав від прокляття. Після 15 років стриманості, коли Кунті з синами не було поряд, Панду зненацька сильно захотілося Мадрі. Він помер, як лише спробував доторкнутися до неї, а Мадрі, з горя й спокути, вчинила саті — спалила себе на похоронному вогнищі чоловіка.